# Natación en los Juegos Olímpicos de Pekín 2008 – 50 metros libre masculino
La competición de 50 metros libre masculino en los Juegos Olímpicos de Pekín 2008 se realizó del 14 al 16 de agosto en el Centro Acuático Nacional de Pekín.

## Récords
Antes de esta competición, el récord mundial y olímpico existentes eran los siguientes:
| Récord mundial  | Eamon Sullivan  | 21,28 | Sídney, Australia | 28/03/2008 |
| Récord olímpico | Alexander Popov | 21,91 | Barcelona, España | 30/07/1992 |

Los siguientes récords olímpicos fueron establecidos durante esta competición:
| Fecha      | Evento      | Nombre         | País    | Tiempo | Récord |
| ---------- | ----------- | -------------- | ------- | ------ | ------ |
| 14/08/2008 | Serie 11    | César Cielo    | Brasil  | 21,47  | RO     |
| 14/08/2008 | Serie 12    | Amaury Leveaux | Francia | 21,46  | RO     |
| 15/08/2008 | Semifinal 2 | César Cielo    | Brasil  | 21,34  | RO     |
| 16/08/2008 | Final       | César Cielo    | Brasil  | 21,30  | RO     |

## Resultados

### Semifinales

#### Semifinal 1
| Pos. | Calle | Nombre           | País              | Tiempo | Notas     |
| ---- | ----- | ---------------- | ----------------- | ------ | --------- |
| 1    | 4     | César Cielo      | Brasil            | 21,34  | Q, RO, AM |
| 2    | 5     | Stefan Nystrand  | Suecia            | 21,71  | Q         |
| 3    | 6     | Eamon Sullivan   | Australia         | 21,75  | Q         |
| 4    | 1     | Krisztián Takács | Hungría           | 21,84  |           |
| 5    | 7     | Duje Draganja    | Croacia           | 21,85  |           |
| 6    | 3     | George Bovell    | Trinidad y Tobago | 21,86  |           |
| 7    | 8     | Gideon Louw      | Sudáfrica         | 21,97  |           |
| 8    | 2     | Rafed El-Masri   | Alemania          | 22,09  |           |

#### Semifinal 2
| Pos. | Calle | Nombre               | País           | Tiempo | Notas |
| ---- | ----- | -------------------- | -------------- | ------ | ----- |
| 1    | 6     | Alain Bernard        | Francia        | 21,54  | Q     |
| 2    | 1     | Ashley Callus        | Australia      | 21,68  | Q     |
| 3    | 3     | Roland Mark Schoeman | Sudáfrica      | 21,74  | Q     |
| 4    | 4     | Amaury Leveaux       | Francia        | 21,76  | Q     |
| 4    | 5     | Ben Wildman-Tobriner | Estados Unidos | 21,76  | Q     |
| 6    | 2     | Garrett Weber-Gale   | Estados Unidos | 22,08  |       |
| 7    | 8     | Bartosz Kizierowski  | Polonia        | 22,12  |       |
| 8    | 7     | Nicholas Santos      | Brasil         | 22,15  |       |

### Final
| Pos.              | Calle | Nombre               | País           | Tiempo | Notas  |
| ----------------- | ----- | -------------------- | -------------- | ------ | ------ |
| Medalla de oro    | 4     | César Cielo          | Brasil         | 21,30  | RO, AM |
| Medalla de plata  | 1     | Amaury Leveaux       | Francia        | 21,45  |        |
| Medalla de bronce | 5     | Alain Bernard        | Francia        | 21,49  |        |
| 4                 | 3     | Ashley Callus        | Australia      | 21,62  |        |
| 5                 | 8     | Ben Wildman-Tobriner | Estados Unidos | 21,64  |        |
| 6                 | 7     | Eamon Sullivan       | Australia      | 21,65  |        |
| 7                 | 2     | Roland Mark Schoeman | Sudáfrica      | 21,67  | AF     |
| 8                 | 6     | Stefan Nystrand      | Suecia         | 21,72  |        |